# Myxilla fusca
Myxilla fusca är en svampdjursart som först beskrevs av Thomas Whitelegge 1906.  Myxilla fusca ingår i släktet Myxilla och familjen Myxillidae. Inga underarter finns listade i Catalogue of Life.